# Аполлон (Микеланджело)
Аполлон (или Давид-Аполлон, или Аполлон-Давид) — мраморная скульптура, созданная Микеланджело Буонарроти приблизительно в 1530 году и хранящаяся в музее Барджелло во Флоренции, Италия.

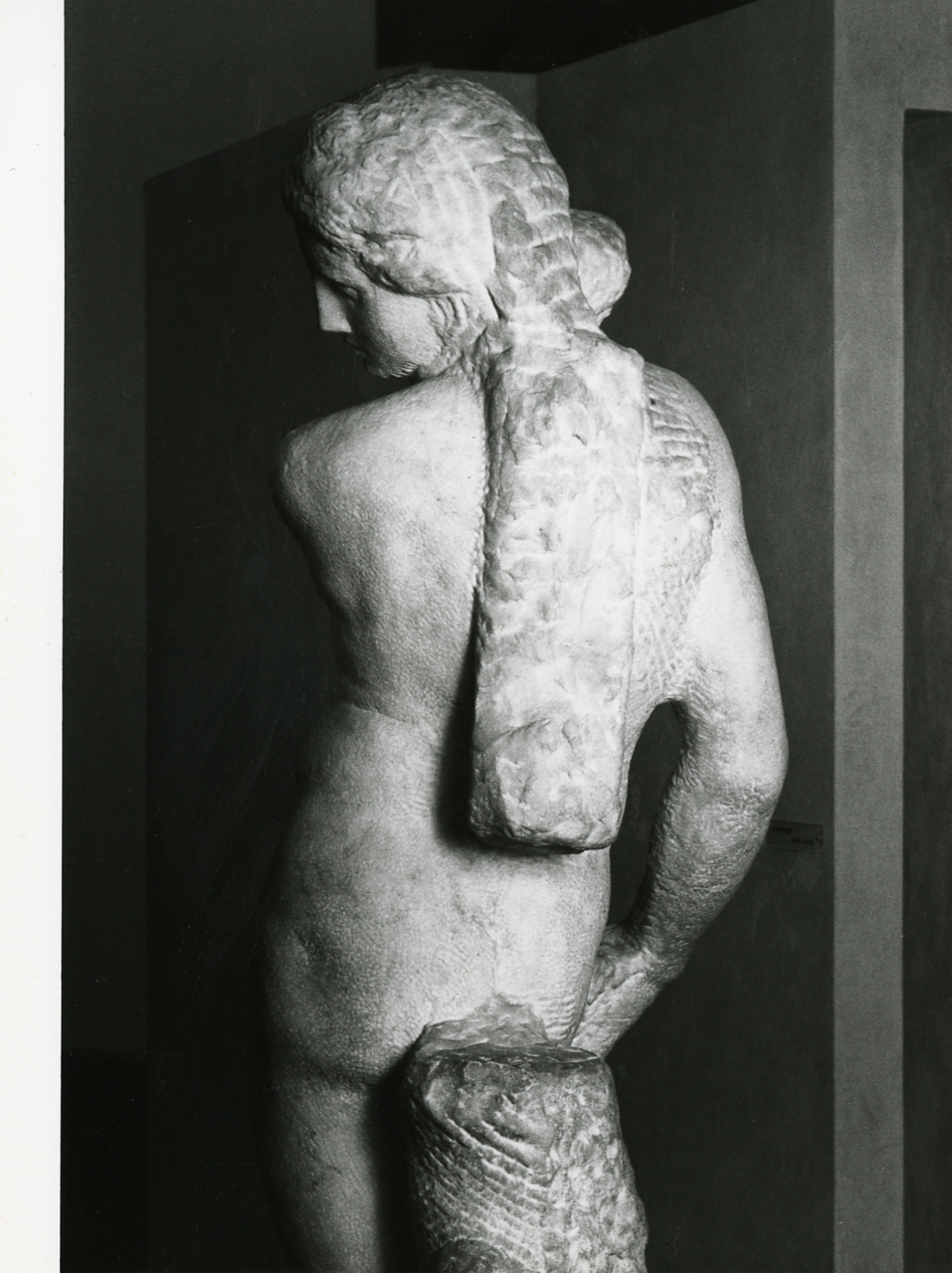
Вид сзади. Фото Паоло Монти, 1981.

Во время осады Флоренции (1529—1530) Микеланджело активно помогал республиканским властям — противникам Медичи, руководил фортификационными работами. Поэтому после капитуляции города, когда папский наместник Баччо Валори развязал жестокий террор, Микеланджело был вынужден скрываться в течение нескольких месяцев. Затем, однако, из Рима пришло прощение от папы Климента VII вместе с распоряжением использовать художника для завершения работ в капелле Медичи. Вскоре, как пишет Вазари, «Удостоверившись в своей безопасности, Микеланджело принялся, чтобы расположить к себе Баччо Валори, за мраморную фигуру размером в три локтя, представлявшую Аполлона, который вынимает стрелу из колчана, и почти довел её до завершения».
Когда в 1534 году Микеланджело покинул Флоренцию, скульптура была почти закончена, но неизвестно, получил ли её Валори. Он был казнён за участие в заговоре 1537 года против Козимо Медичи, а фигура оказалась в герцогском собрании. В инвентаре Палаццо Веккьо 1553 года она была записана как «Давид», поэтому традиционно её условно называют «Аполлон-Давид». Причина этого несоответствия окончательно не выяснена. Возможно, художник начал создавать Давида в 1525 или 1526 году, а затем решил переделать его в Аполлона для Баччо Валори.
Скульптура изображает молодого обнажённого мужчину. Правая нога его опирается на некий предмет, бедра и плечи формируют спиралевидное движение, приглашая зрителя двигаться вокруг фигуры и осматривать её с различных точек зрения.
Фигура осталась неоконченной, как и множество других работ Микеланджело. Даже на поверхности близких к завершению частей видна сетка следов резца. Наименее проработаны ствол дерева, на который опирается фигура, предмет на спине (колчан Аполлона или праща Давида), а также предмет, на котором стоит правая нога. Предполагают, что это мог бы быть камень или голова Голиафа.